# Leone da Perego
Leone da Perego, o da Milano (Milano, ... – 14 ottobre 1257), è stato un arcivescovo cattolico italiano.
Fu il primo frate francescano nominato arcivescovo di Milano. Con questa nomina, papa Gregorio IX portò a compimento un progetto meditato da anni: l'inserimento di frati minori nelle alte cariche della Chiesa di Roma.

## Biografia
Leone da Perego resse l'arcidiocesi ambrosiana dal 1241 al 1257. Durante il suo arcivescovado visse per lungo tempo a Legnano.
Il 3 febbraio 1253 partì con un largo seguito di prelati e cittadini, alla volta di Roma per perorare presso la Santa Sede la causa di canonizzazione di Pietro da Verona.
Il 21 maggio 1254 lasciò definitivamente Milano per trasferirsi nei suoi domini di Seprio e Martesana, da dove continuò ad amministrare l'arcidiocesi milanese per i tre anni successivi.
Il 5 febbraio 1255 Leone da Perego si recò nuovamente a Roma per chiedere al nuovo papa l'autorizzazione a provvedere alla situazione difficile della sua sede, alienando molti beni che l'arcivescovado possedeva in diverse diocesi lontane per comprare terre più utili nel contado milanese.
Le sue ambizioni politiche, e la volontà di escludere il popolo dal governo del Comune di Milano, portarono all'insurrezione del Commune populi nel luglio 1257 ed alla successiva cacciata del ceto nobiliare dalla città; le tensioni giunsero al culmine nell'agosto dello stesso anno, quando tra il Seprio e la Burgaria, nell'attuale Altomilanese, si mossero gli eserciti delle due fazioni. La guerra civile venne scongiurata in data 29 agosto, con la firma della Tregua di Parabiago.
Leone da Perego, malato fin dal luglio del 1257, morì il 14 ottobre nel proprio palazzo a Legnano. In un primo momento fu sepolto nella chiesa di Sant'Ambrogio, poi la salma scomparve. Si è ritenuto da parte di alcuni che la salma sia stata fatta giungere da San Carlo Borromeo a Rho, perché le veniva tributato un culto non permesso. Durante i lavori di demolizione della vecchia chiesa prepositurale di San Vittore di Rho, intorno al 1830, fu trovata nella soffitta una salma sconosciuta che si ritenne essere quella di Leone da Perego; esposta nel cimitero locale, divenne una delle principali attrazioni della cittadina e oggetto di rinnovato culto. Quando si tentò di accertarne l'identità essa era ormai decomposta a tal punto da essere irriconoscibile: non si poté mai verificare la veridicità della notizia.
Recentemente (2016) l'esame del DNA antico condotto sulla mummia conservata in un loculo del cimitero di Rho ha dimostrato la sua compatibilità con quella di un nobile che vive a Cremnago e si ritiene discendente dell'arcivescovo. Piero Airaghi nel 2017 ha allestito una mostra a Rho aggiornando le vicende dell'arcivescovo morto a Legnano nel 1257.

## Genealogia episcopale
La genealogia episcopale è:
- Patriarca Gregorio da Montelongo
- Arcivescovo Leone da Perego, O.Min